# Alizarinviolett
Alizarinviolett ist ein synthetischer organischer Farbstoff aus der Gruppe der Anthrachinone, genauer der Chinizarin-Derivate. Der Farbton ist ein rotstichiges Violett, unverdünnt ein sehr reiner und tiefer Ton. Der Farbstoff ist mäßig bis ausreichend lichtecht.
In älterer Literatur wurde auch die heute als Pyrogallolphthalein bekannte Substanz als Alizarinviolett bezeichnet.